# Achalpur
Achalpur es una ciudad y  municipio situada en el distrito de Amravati en el estado de Maharashtra (India). Su población es de 112311 habitantes (2011). Es la segunda ciudad más poblada del distrito.

## Demografía
Según el censo de 2011 la población de Achalpur era de 112311 habitantes, de los cuales 58108 eran hombres y 54203 eran mujeres. Achalpur tiene una tasa media de alfabetización del 91,48%, superior a la media estatal del 82,34%: la alfabetización masculina es del 94,10%, y la alfabetización femenina del 88,68%.